# Travaux forcés

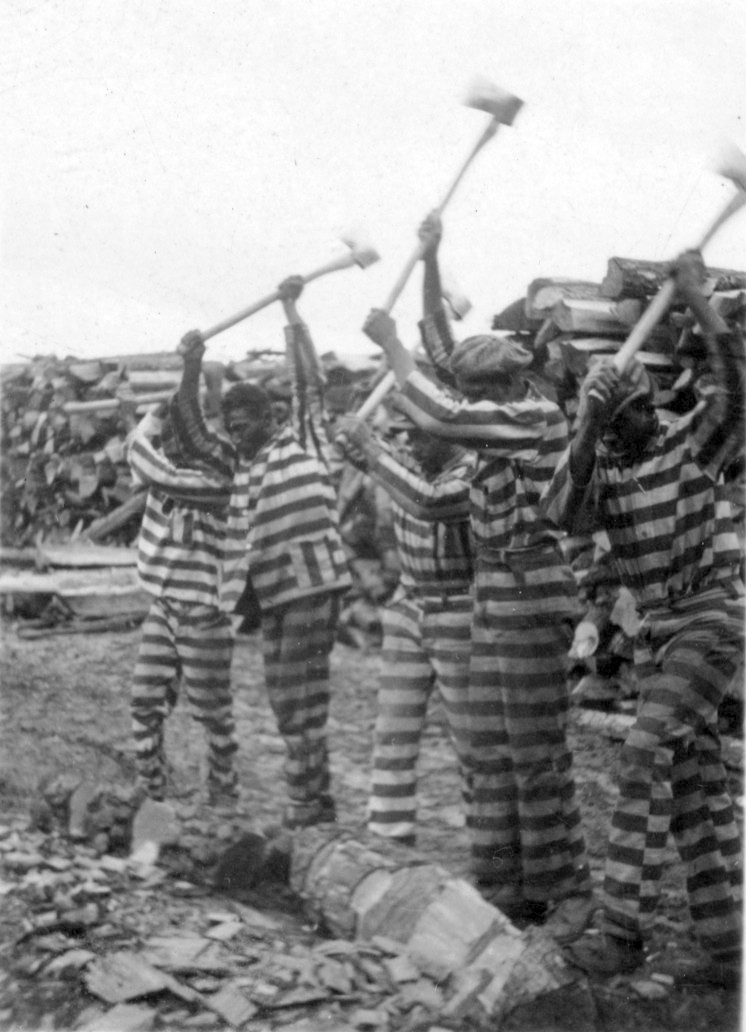
Prisonniers afro-américains condamnés aux travaux forcés en Caroline du Sud. Photographie de 1934.

La peine de travaux forcés est une peine de détention assortie de travail obligatoire qui peut être infligée aux individus condamnés à l'emprisonnement pour des crimes ou des délits. La peine de travaux forcés est encore en vigueur dans certains pays.
Aux États-Unis, les condamnés aux travaux forcés portaient les tenues rayées grises et blanches, très connues aujourd'hui. Comme sur l'image, ils s'occupaient des travaux sur les routes notamment.
La troisième Convention de Genève de 1949 (étendant la deuxième Convention de 1929) interdit de soumettre les prisonniers de guerre aux travaux forcés, sauf pour accomplir les tâches liées à leur propre détention. La quatrième Convention de 1949 applique l'interdiction également aux populations civiles des régions occupées en temps de guerre.

## En Allemagne
En Allemagne, jusqu'en 1945, les prisonniers étaient traditionnellement détenus dans des pénitenciers où ils sont soumis au travail forcé. Ces prisonniers étaient traditionnellement revêtus d'un costume de bagnard à rayures verticales blanches et grises, devenu tristement célèbre pendant la Seconde Guerre mondiale.

## À Cuba

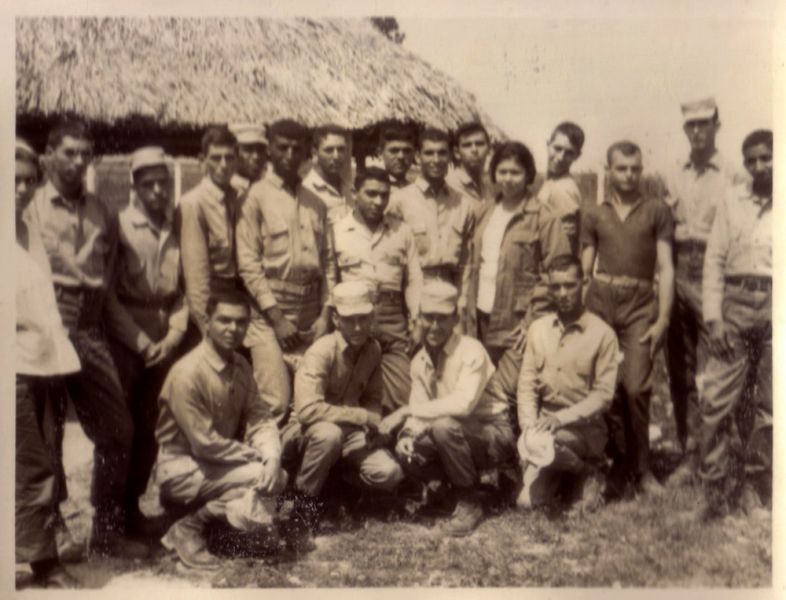
Homosexuels et opposants politiques dans un UMAP en 1967.

Les Unités militaires d'aide à la production (UMAP), en espagnol Unidades Militares de Ayuda a la Producción, sont des camps de travail fondés par le gouvernement cubain et mis en place en 1964, supprimées en 1968. Selon les autorités cubaines ces centres UMAP doivent accueillir les individus qui ne peuvent pas être incorporés dans l'armée, il s'agit d'un service civil. Cela concerne notamment les antimilitaristes, homosexuels ou opposants politiques. Les UMAP incluaient également des travailleurs volontaires, le travail y étant rémunéré au même titre que le service militaire et permettant de disposer d'un emploi à la sortie.
Les UMAP sont aujourd'hui considérées par le gouvernement cubain comme une « erreur irréparable ».

## Aux États-Unis
Aux États-Unis, les prisonniers peuvent toujours être détenus dans des pénitenciers où ils sont soumis au travail forcé. Les prisonniers étaient traditionnellement revêtus d'un costume de bagnard à rayures horizontales jaune et noire, rendus célèbres par les personnages de bande dessinée des frères Dalton.

## En France
En France sous l'Ancien Régime, un criminel pouvait être condamné à une peine de travaux forcés appelée « galères » d'une durée qui pouvait être de cinq à quinze ans, voire à perpétuité, c'est-à-dire dans les faits pour une durée de trente ans ; la peine s'accomplissait dans un arsenal de la Marine (Brest, Cherbourg, Rochefort, Toulon, Marseille). Les forçats travaillaient le même temps que les ouvriers des arsenaux, et souvent avec eux, bénéficiaient des mêmes jours fériés et percevaient le même salaire, dont une moitié était utilisée pour leur entretien, et l'autre conservée pour leur constituer un pécule. Pour les forçats qui en avaient la capacité, ces travaux pouvaient consister en travaux d'écriture ou d'administration. Les prisonniers étaient revêtus de la « livrée de bagnard » réglementaire comportant un habit jaune et un bonnet rouge. Les femmes condamnées à la peine des galères avaient leur peine systématiquement commuée en peine de détention dans un couvent de filles où elles pouvaient être contraintes à travailler.
La peine aux travaux forcés est reprise par le code pénal révolutionnaire de 1791 sous les dénomination des « fers », puis elle est instituée dans le code pénal napoléonien de 1810. Dans le code pénal de 1810, la peine aux travaux forcés y est décrite à l'art. 15 : « Les hommes condamnés aux travaux forcés seront employés aux travaux les plus pénibles ; ils traîneront à leurs pieds un boulet, ou seront attachés deux à deux avec une chaîne, lorsque la nature du travail auquel ils seront employés le permettra ». Cette peine est d'abord subie dans les bagnes métropolitains, puis l'est à partir de 1852 dans les bagnes coloniaux.
Les bagnes portuaires métropolitains ont été fermés par le décret du 27 mars 1852 qui ordonnait le transfert de tous les forçats dans le bagne de la Guyane française. Quatre jours après la promulgation du décret, un premier convoi de « transportés » quitta la France pour la Guyane. Entre 1852 et 1862, 12 750 forçats y furent envoyés afin de mettre en valeur l'est du pays. Les bagnes coloniaux ne furent pourtant officiellement institués que deux ans plus tard, par la loi du 30 mai 1854 qui disposait que la peine de travaux forcés serait désormais subie en Guyane, que les condamnés y seraient employés aux travaux les plus pénibles de la colonisation, et qu'une fois leur peine achevée, les bagnards seraient astreints à la « duplication de la peine » ou « doublage », c'est-à-dire qu'ils auraient l'obligation de résider dans la colonie un temps équivalent à celui de leur condamnation ; les condamnés à huit ans et plus devraient y séjourner définitivement. La Cour de cassation imposa une limite d'âge à cette peine, rejetant ainsi son application à un individu âgé de plus de soixante ans.
L'Administration pénitentiaire distinguait les « transportés » des « déportés » qui n'étaient pas soumis aux travaux forcés et dont le travail devait être rémunéré. Il s'agissait des prisonniers d'opinion condamnés à l'exil. Le Directoire avait ouvert la voie en déportant en Guyane dissidents et prêtres réfractaires. Les régimes qui lui succédèrent continuèrent en y exilant les insurgés de juin 1848, les opposants à Louis-Napoléon Bonaparte et les « traîtres » coupables « d'intelligence avec l'ennemi ». Dans la première moitié du xxe siècle, les « politiques » furent essentiellement des nationalistes africains ou indochinois. Tenus à l'écart du reste de la population pénale, ils furent regroupés d'abord sur l'île Saint-Joseph puis sur l'île du Diable.
La loi du 27 mai 1885 instaura un nouveau statut, celui des « relégués », pour les récidivistes. Il suffisait de totaliser quatre condamnations à plus de trois mois pour, une fois la peine de prison purgée en France, être exilé à vie en Guyane ou en Nouvelle-Calédonie.
Entre 1852 et 1938, 52 000 transportés condamnés aux travaux forcés, 329 déportés politiques et 15 600 relégués (dont 913 femmes, transportées ou reléguées) furent envoyés en Guyane. Les archives du bagne conservées au centre des archives d’Outre-mer (CAOM) à Aix-en-Provence témoignent du durcissement de la condition des bagnards sous la Troisième République. Le maître mot fut désormais « l'expiation rigoureuse du crime ». Le décret du 4 septembre 1891 aggrava les conditions de détention des transportés et imposa la construction de nouveaux locaux disciplinaires pour punir toute infraction, rébellion ou tentative d'évasion. Ce durcissement fut d'autant plus violent qu'il intervint dans un monde clos, où régnait un arbitraire total.
Avant le décret du 17 juin 1938, les condamnés aux travaux forcés étaient transférés dans des bagnes, notamment en outre-mer (bagne de la Guyane française, bagne de Nouvelle-Calédonie…). La peine de travaux forcés est désormais exécutée dans une maison de force. À l'article 1er du décret du 17  juin 1938, il est précisé que la libération conditionnelle ne s'applique pas à la peine des travaux forcés. Il faut attendre une loi de 1951 pour que la liberté conditionnelle soit étendus aux condamnés aux travaux forcés. La peine de travaux forcés était dans l'échelle des condamnations la plus lourde peine infligée par les tribunaux après la peine de mort et avant la peine de la réclusion et pouvait être prononcée à titre de peine perpétuelle ou à temps. Les bagnards portaient une tenue avec des larges rayures alternées noires et blanches qui couvraient verticalement le pantalon, la vareuse et le bonnet, horizontalement les manches.
La peine de travaux forcés est supprimée sous la Cinquième République par l'ordonnance du 4 juin 1960 et remplacée par la réclusion criminelle à perpétuité ou à temps. Le travail rémunéré en maison d'arrêt est devenu courant au XXe siècle mais fait l'objet de volontariat de la part des détenus, qui voient en cette activité un moyen d'occupation et de rémunération. Une partie des gains est obligatoirement destinée aux victimes et au fonds de solidarité des victimes.

### Travaux forcés dans les colonies françaises
Le travail forcé est utilisé à grande échelle dans les colonies d'Afrique. L'un des chantiers les plus emblématiques, la construction du chemin de fer Congo-Océan (140 km) coute la vie à 17 000 travailleurs indigènes en 1929. Au Cameroun, les 6 000 ouvriers de la ligne de chemin de fer Douala-Yaoundé connaissent un taux de mortalité de 61,7 % selon un rapport des autorités. Le travail forcé est officiellement aboli dans les colonies en 1946 sous la pression du Rassemblement démocratique africain et du Parti communiste français. Dans les faits, il perdurera largement dans les années 1950.

## En Union soviétique
Durant la période de l'Union soviétique, les travaux forcés étaient pratiqués au sein des prisons, dans les camps du Goulag ou dans les katorgas, hérité de la Russie tsariste.